# Цоу (язык)
Цоу (Namakaban, Niitaka, Tibola, Tibolah, Tibolak, Tibolal, Tso, Tsoo, Tsuou, Tsu-U, Tsu-Wo, Tzo, Цоу) — австронезийский язык, на котором говорят тайваньские аборигены цоу, проживающие в западной части центральных гор, юго-восточнее округа Чинаи в горном районе Алишань на Тайване.

## Диалекты
Диалекты цоуского языка различаются не сильно. Существует четыре диалекта — духту, лимуцзу, тапангу, тфуэа — из которых разговорными являются только тапангу и тфуэа. Лимуцзу описан недостаточно. Грамматика других трёх диалектов почти идентична, а фонологическая вариация не совсем маргинальна: в некоторой окружающей среде звук тапангу /i/ соответствует звукам /z/ или /iz/ духту и тфуэа, а звук духту имеет /r/ для /j/ тапангу и тфуэа. (На самом деле более пожилые носители различали между /r/ и /j/, но на тот момент диалект являлся вымирающим).
Духту (Luhtu)
- Мамахавана 久美 (Цзимэй)

Тапангу (Tapaŋʉ)
- Ниаукна/Нибиэй 里佳 (Лицзя)
- Савики 山美 (Шаньмэй)
- Синви 新美 (Синьмэй)
- Тапангу 達邦 (Дабан)

Тфуэа (Tfuya)
- Дабауя 樂野 (Лее)
- Каямавана 茶山 (Чашань)
- Рангуу/Пунгуу/Дабангя 來吉 (Лайцзи)

Лимуцзу — вымер.

## Фонология
Описание фонологии цоу, которую предложили Райт и Лейдфогед (1994), представлена ниже

### Гласные
В цоу существует 6 гласных, /i ɨ u e o ɑ/. Последовательность гласных встречаются, включая последовательности одинаковых гласных (например, /ii/), но они являются отдельными морами, а не долгими гласными или дифтонгами. Гласные, особенно заднеязычные гласные, являются централизованными при окружении глухих альвеолярных согласных (/t, ts, s/). Это может включить центральное скольжение таким образом, чтобы /o/ произносилось как дифтонг [öə̯] или [ɵə̯] в этой среде.

### Согласные
|               | губные | альвеолярные | велярные | глоттальные |
| ------------- | ------ | ------------ | -------- | ----------- |
| носовые       | m      | n            | ŋ        |             |
| взрывные      | p      | t            | k        | ʔ           |
| имплозивные   | ɓ      | ɗ~ˀl         |          |             |
| аффрикаты     |        | ts~tʃ        |          |             |
| фрикативные   | f v    | s~ʃ z~ʒ      | h        | h           |
| аппроксиманты | w      | ɹ~j          | ɹ~j      |             |

Аппроксиманты /w/ и /j/ могут возникнуть как неслоговые гласные среднего подъёма [e̯] и [o̯], даже (для /j/) в начальной позиции (/jo~joskɨ/ [e̯oˈe̯oskɨ] «рыбки»; /w/ не появляется в начальной позиции), объясняет правописание слова Tfuea (/tfuja/) для названия диалекта. Назначение ударения ([ˈtfue̯a]) и ограничения на согласных кластерах демонстрирует, что они здесь ведут себя как согласные.
Плозивные согласные не предыхаются. Фонетически придыхательные смычки на самом деле следуют смычке + /h/, как видно тот факт, когда они не могут быть кластерами с третьим согласным (смотри фонотактику ниже), и морфологические изменения, такие как /phini/ ~ /mhini/ «торговать».
В соответствии с спектрограммой, /h/ является глоттальным спирантом в большинстве языковых сред, но подходит велярный /x/ рядом с центральной гласной /ɨ/, как в слове /tsaphɨ/ 'пальма, подошва'. Факт, что последовательности /hʔ/ и /ʔh/ встречаются, когда допускается отсутствие другой гомогранной последовательности, предполагает, что /h/ и /ʔ/, возможно, не оба глоттальные. (Дополнительные доказательства, что /h/ лучше всего могла бы быть проанализирована как велярный звук, являются тем фактом, что */kh/ не найден, и что /hk/ найден только в середине слова в одном известном слове /kuhku/ «лиса».)
Глухие сибилянты, /ts/ и /s/, являются палатальными с [tʃ] и [ʃ] перед переднеязычными гласными /i/ и /e/. Звонкий сибилянт /z/ не подвержен воздействию в этой среде.
Взрывные согласные /ɓ/ и /ɗ/ являются редкими. Оба могут быть глоттальными ([ʔɓ], [ʔɗ] или, может быть, [ʔb], [ʔd]) в интервокальной позиции. В дополнение, альвеолярный /ɗ/ имеет некоторые необычные аллофоны: около трети носителей произносят его с боковым релизом или перед /a/ как в латеральном аппроксиманте /l/ как /ɗauja/ [lauja] «клён». Действительно, Цутида (1976) транскрибировал его как предглоттальный латеральный звук [ˀl].

### Фонотактика
Наиболее сложный слог в цоу — CCVV (согл.+согл.+гл.+гл.). Цоу является необычным в количестве согласных кластеров, что позволительно. Гомогранные кластеры не допускаются, если только один согласный носовой, и максимум два согласных могут образоваться вместе, но в противном случае около половины из возможных последовательностей известна в происхождении. Для примера, все негомографические последовательности, начинающиеся с /t/ и /ts/, обнаружены. Отсутствующие кластеры могут не допускаться, или просто могут быть случайными пробелами из-за ограниченных знаний о лексиконе.
| Начальные или средние                         | Только средние                |
| --------------------------------------------- | ----------------------------- |
| /pt, pts, ps, pn, pk, pŋ, pʔ, ph/             | /pz/                          |
| /ft, fts, fk, fŋ, fʔ/                         | /fn/                          |
| /vts, vh/                                     | /vn, vʔ/                      |
| /ɓn/                                          | /ɓk/                          |
| /mp, mf, mts, ms, mz, mn, mʔ, mh/             | /mɓ, mt/                      |
| /tp, tf, tv, tm, tn, tk, tŋ, tʔ, th/          | /tɓ/                          |
| /tsp, tsf, tsv, tsm, tsn, tsk, tsŋ, tsʔ, tsh/ | /tsɓ/                         |
| /sp, sv, sɓ, sm, sn, sk, sŋ, sʔ/              | —                             |
| —                                             | /zʔ/                          |
| /nm, nt, ns/                                  | /np, nv, nts, nz, nk, nʔ, nh/ |
| /ks, kn/                                      | /kts, kʔ/                     |
| /ŋv, ŋh/                                      | /ŋm, ŋt, ŋts, ŋs, ŋz, ŋk/     |
| /ʔp, ʔv, ʔm, ʔt, ʔts, ʔs/                     | /ʔf, ʔɗ, ʔn, ʔk, ʔh/          |
| /hp, hv, hm, ht, hts, hn, hŋ/                 | /hs, hz, hk, hŋ/              |
В кластерах взрывных согласных оба имеют звуковой релиз взрыва. Это верно даже между гласными, где первая смычка этой среды имеет незвуковые релизы в большинстве языков, поддерживая анализ этих кластеров как часть слоговых начал, не со слоговыми кодами, происходящими в языке.
Смычки, ротовые или носовые, могут или не могут иметь взрывной релиз носовой смычкой, в зависимости от носителя. Начальные кластеры /hp, ht, hʔ/ являются необычными кросс-лингвистическими. Спектр показывает, что язык движется в направлении альвеолярной артикуляции в ходе /h/ и /ht/, демонстрируя, что он не сформировался как велярный. Начальные кластеры /pʔ/ и /tʔ/ иногда реализовались как две реализованные смычки, но иногда с одним релизом, напоминающий абруптивные согласные в других языках. (/kʔ/ особенно снова отсутствует, за исключением фрикативной, несмотря на то, что [kʼ] наиболее кросс-лингвистически распространённый абруптивный согласный.)

## Некоторые фразы
- Aveoveoyu — общее приветствие
- Yokeoasu — общее приветствие
- Yokeoasu o’oko — ответ на Yokeoasu
- Teko uhnenu? — приветствие, «Куда вы собираетесь?»
- Miko umunu? — Как дела?
- O’ami’o kozo — ответ на Miko umunu